# Abscisão

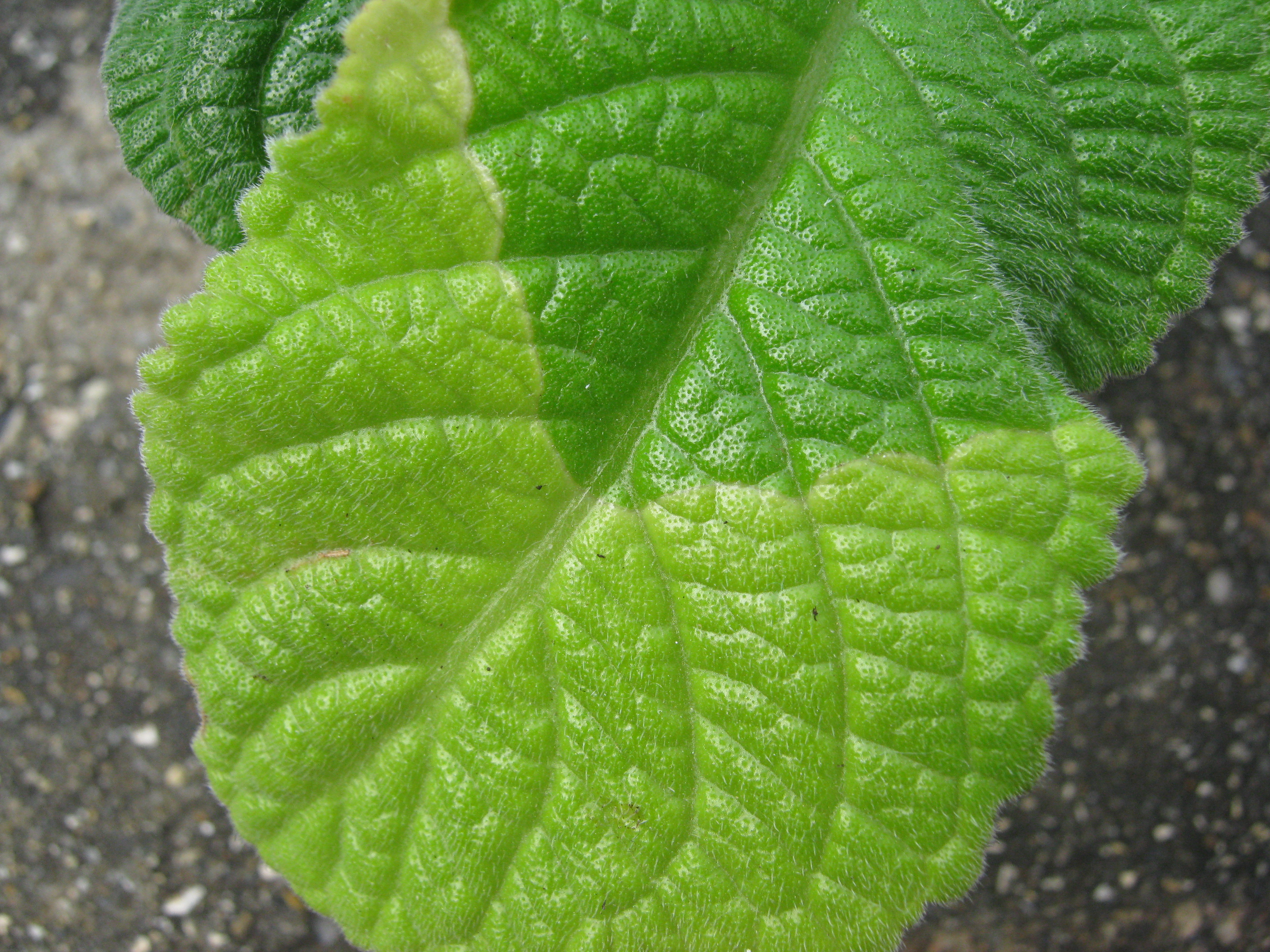
Linha de abcisão numa folha

A abcisão (ou abscisão, forma mais comum no Brasil) é normalmente referida para descrever o processo através do qual uma planta perde uma ou mais partes da sua estrutura (folha, semente, fruto).
A abcisão (amputação, separação, poda natural) é o processo onde as folhas mais velhas apresentam concentração inferior de auxinas em relação ao caule, o que determina a formação de uma camada de absição no ponto de inserção do pecíolo, causando a queda das folhas. Nas plantas,o etileno, que funciona como hormona (gasosa), estimula este processo.